# Маріама Яманка
Маріама Яманка (нім. Mariama Jamanka) — німецька бобслеїстка, олімпійська чемпіонка, чемпіонка Європи, призерка чемпіонатів світу.  
Золоту олімпійську медаль та звання олімпійської чемпіонки Яманка виборола на Пхьончханській олімпіаді 2018 року в змаганнях на бобах-двійках. Її партнеркою  була Ліза Буквіц.
До Пхьончханської олімпіади пілотом в команді Яманки була Анніка Драцек, з якою Яманка була чемпіонкою Європи, але перед Олімпіадою тренери вирішили перетасувати склади.

## Зовнішні посилання
- Досьє на сайті IBSF [Архівовано 27 лютого 2018 у Wayback Machine.]

## Виноски
1. 1 2 3 4 5 6 7  Olympedia — 2006.
2. ↑  Two-woman results (PDF). Архів оригіналу (PDF) за 21 лютого 2018. Процитовано 17 березня 2018.